# Fyffes
Fyffes é uma empresa irlandesa de produtos frescos fundada por Thomas Fyffe em 1888 com o nome de Fyffe & Hudson e autalmente a sede da companhia fica na cidade de Dublin na Irlanda, é a marca mais antiga da fruta no mundo.
A companhia foi fundada em setembro de 1888 com o nome de Fyffe & Hudson e em 1969 passou a se chamar Fyffes Group Limited em 1990 passou a se chamar Fyffes Plc. e nome que possui até hoje.
Em outubro de 2005 adquiriu a empresa americana de frutas Turbana Corp.
Ela atua na produção, transporte, amadurecimento, distribuição e comercialização de uma grande variedade de frutas, como Abacaxi, Bananas, Melões.A maioria de seus produtos são originados do Belize, Brasil, Colômbia, Costa Rica, Equador, Honduras, Ilhas Canárias e Panamá, a Fyffes atualmente comercializa frutas na Europa e nos Estados Unidos, principalmente sob as marcas Fyffes e Turbana.
Em dezembro de 2016 adquiriu o negócio de bananas  do conglomerado Japonês Sumitomo por 751 milhões de euros.

## Tentativa de fusão com a Chiquita
Em março de 2014 a  Fyffes e a sua maior concorrente, a americana Chiquita anunciaram que iriam se fundir, a únião das duas companhias iria formar uma nova empresa com faturamento de 4.6 bilhões de dólares e uma produção de 16 bilhões de bananas por ano, se a fusão fosse concluída os acionistas da Chiquita iram deter 50,7% da nova companhia e os acionistas da Fyffes 49,3%.
Em agosto de 2014 os grupos empresariais Brasileiros Safra e Cutrale ofereceram 611 milhões de dólares para comprar a Chiquita, porém ela teria que desistir da fusão com a Fyffes, os acionistas de ambas as empresas recusaram a oferta dos brasileiros e continuaram com a fusão.
Porém em 24 de outubro de 2014 a Chiquita desistiu da fusão com a Fyffes e aceitou analisar a proposta dos grupos brasileiros para comprar toda a empresa e em 27 de outubro a Chiquita é vendida para o consórcio de empresas brasileiras Safra e Cutrale por 1,3 bilhão de dólares, após a desistência da fusão a Chiquita terá que pagar uma multa equivalente a 3,5% deu seu valor de mercado para a Fyffes pelo fim da fusão. A desistência da fusão foi porque os acionistas das duas empresas não aprovaram um acordo de transição e resolveram acabar com o contrato de junção das duas companhias.